# Chevrolet Light Six
Der Chevrolet Light Six Serie L war ein Mittelklasse-PKW, der von 1914 bis 1915 von Chevrolet als leichtere Version des Classic Six hergestellt wurde. Das viertürige Fahrzeug wurde Ende 1913 eingeführt und war nur als 5-sitziger Tourenwagen in schwarz-blauer oder grauer Lackierung erhältlich. Chassis und Räder waren blau. Es hatte einen seitengesteuerten Sechszylinder-Reihenmotor. Die Maschine mit 4441 cm3 Hubraum entwickelte eine Leistung von 35 bhp (ca. 26 kW). Die Motorkraft wurde über eine Konuskupplung und ein manuelles Dreiganggetriebe an die Hinterräder weitergeleitet. Die Hinterräder waren mit Trommelbremsen versehen. Der Verkaufspreis betrug in beiden Jahren 1475 US-$.
Die Wagen hatten ein Faltverdeck mit offenen Seiten und einer durchsichtigen Kunststoffheckscheibe. Die Seiten konnten jedoch mit einer Plane geschlossen werden. Die Windschutzscheibe stand senkrecht und war geteilt, wobei der untere Teil schwenkbar war. Fahrlicht, elektrischer Anlasser und Zündanlage sowie eine elektrische Hupe gehörten zur Serienausstattung, genauso wie ein Ersatzrad am Heck des Wagens und Werkzeug.
1915 wurde der Wagen ohne Veränderungen weitergebaut (als einziger Sechszylinder der Marke nach Wegfall des Classic Six) und im Folgejahr ohne Nachfolger eingestellt. Es entstanden etwa 3000 Exemplare. 